# Barnens Trafikklubb
Barnens trafikklubb drevs av NTF i Sverige under åren 1969-2001. Det var en del i NTF:s arbete för barns rätt till en säker trafikmiljö. Orsaken till nedläggningen 2001 var att det statliga stöd som verksamheten haft för drift och administration allt sedan starten av klubben upphörde.
I undervisningen användes figurerna ur Anita & Televinken, och programmen sändes i Sveriges Radio samt utkom på grammofonskiva och kassettband, medan Gullan Bornemark skrev nya sångtexter till välkända melodier. 1974 gav man ut Anita & Televinkens trafikskiva. På vissa håll, till exempel i Sundsvall, byggdes en ministad upp. Många hemmafruar utbildade sig i trafikkunskap och ledde träffar.
Under 1990-talet började man använda sig av figurerna från Trafik-Trolle.